# I've Seen That Face Before (Libertango)
«I've Seen That Face Before (Libertango)» (español: «He visto ese rostro antes») es el segundo sencillo del álbum de Grace Jones Nightclubbing. La canción se subtitula Libertango, un tango moderno, escrito por el bandoneonista Astor Piazzolla y la primera en ser grabada por el propio compositor en 1974, siendo esta versión con nuevas letras escritas por ella misma y Barry Reynolds, además de una combinación reggae. La canción incluye las frases en francés "Tu cherches quoi? À rencontrer la mort? Tu te prends pour qui? Toi aussi tu détestes la vie ..." (en español: ¿Qué buscas? ¿Encontrar a la muerte? ¿Quién te crees que eres? Tu también, odias la vida...) Jones también grabó versiones en español e italiano de la canción, la canción también se considera uno de los primeros registros del género musical "Downtempo".
"I've Seen That Face Before" describe el lado más oscuro de la vida nocturna parisina, y cuenta como uno de los temas de firma de Jones. También aparece en momentos clave de la película Frantic, un thriller de 1988 que se sitúa en París y es protagonizada por Harrison Ford, pero la canción no logró ser incluida en el álbum de la banda sonora de la película. También apareció en la película Raw Deal (1986).
El sencillo llegó a las listas alemanas en la posición #16.

## Versión 12"
El sencillo también fue lanzado como una versión larga (5:36 minutos). Esta versión aún no está editada en CD.

## Video
La canción es famosa por su video, con Jones interpretando la canción y tocando el acordeón, aunque el original fue realizado en bandoneón. La versión de la canción recrea una imagen de ese vídeo.
El video es también el tema de cierre del documental-musical clásico de Jones A One Man Show, que incluye algunas escenas adicionales.

## Otras versiones
Los artistas que han grabado la canción con arreglos de reggae y también a veces han traducido la letra incluye a Julien Clerc, Guy Marchand, Herb Alpert, Gary Burton, Al Di Meola, Richard Galliano, Camilla Henemark, Yo-Yo Ma, Iva Zanicchi y The Tango Saloon. El dúo griego de darkwave Selofan también grabó una versión agregando la musicalidad oscura propia del género.

## Lista de canciones
- US 7" sencillo (1981)

1. «I've Seen That Face Before (Libertango)» - 4:29
2. «Warm Leatherette» - 4:25

- UK 7" sencillo (1981) WIP 6700

1. «I've Seen That Face Before (Libertango)» - 4:29
2. «I've Seen That Face Before (Libertango)» (Versión en español) - 4:32

- GE 7" sencillo (1981) 103 030-100

1. «I've Seen That Face Before (Libertango)» - 4:30
2. «Warm Leatherette» (Remix) - 4:25

- ES 7" sencillo (1981)

1. Esta cara me es conocida («I've Seen That Face Before» con partes habladas en español) - 4:32
2. «El Demoledor» ("Demolition Man") - 4:32

- NL 7" sencillo (1981) 103.184

1. «I've Seen That Face Before (Libertango)» - 4:30
2. «Demolition Man» - 4:32

- BR 7" sencillo (1981) 103030

1. «I've Seen That Face Before (Libertango)» - 4:29
2. «Warm Leatherette» - 4:25

- US 12" sencillo (1981)

1. «I've Seen That Face Before (Libertango)» (Versión Larga) - 5:36
2. «Pull Up To The Bumper» (Versión larga) - 5:01

- FR 12" sencillo (1981) 6010363

1. «I've Seen That Face Before (Libertango)» (Versión Larga) - 5:32
2. «Warm Leatherette» - 4:25

- GE 12" sencillo (1981) 600 366-213

1. «I've Seen That Face Before (Libertango)» - 5:36
2. «Pull Up To The Bumper» (Versión Larga) - 5:01

- NE 12" sencillo (1981) 600366

1. «I've Seen That Face Before (Libertango)» - 5:36
2. Pull Up To The Bumper (Versión Larga) - 5:01

- UK 12" sencillo (2005) Gigolo Records GIGOLO136

1. «I've Seen That Face Before (Libertango)» (Mix Berlín)
2. «I've Seen That Face Before (Libertango)» (Mix Viena)

## Listas musicales
| Lista musical (1981) | Posición |
| -------------------- | -------- |
| Países Bajos         | 2        |
| Suiza                | 9        |
| Alemania             | 16       |
| Suecia               | 20       |

- Datos: Q5967383